# Clive Burr
Pour les articles homonymes, voir Burr.
Clive Burr, né le 8 mars 1957 à East Ham (Londres) et mort le 13 mars 2013 à Wanstead, est un batteur anglais.

## Biographie
Après avoir été batteur du groupe Samson qui publie deux singles en 1978 au tout début de ce qui deviendra la New wave of British heavy metal, Clive Burr fait partie du groupe de heavy metal Iron Maiden de 1979 à 1983,. Il participe à leurs trois premiers albums : Iron Maiden, Killers et The Number of the Beast. Il devient ensuite batteur chez Trust pour leur quatrième album. Il participe ensuite aux groupes Stratus, Gogmagog, Elixir, Desperado (avec Dee Snider) et Praying Mantis (un album avec chacun).
Atteint d'une sclérose en plaques diagnostiquée en 1994, Iron Maiden donne pour lui trois concerts de charité à la Brixton Academy en mars 2002 (les seuls concerts du groupe cette année-là) et les bénéfices d'une réédition en 2005 du single The Number of the Beast, avec en face B une version live d'un des concerts de 2002. Deux autres prestations sont données : le 9 septembre 2005 à l'Odeon Hammersmith et le 24 juin 2007 à la Brixton Academy. Tous les bénéfices des concerts et du single sont versés à la fondation Clive Aid. Vers la fin de sa vie Clive Burr se déplace en fauteuil roulant.
Clive Burr meurt dans la nuit du 12 au 13 mars 2013 à Wanstead, localité de Londres, à l'âge de 56 ans. Ses obsèques ont lieu le 25 mars 2013 au crématorium de Londres. Il est alors le dernier musicien survivant de la formation originale de Samson avec laquelle il a fait ses débuts professionnels en 1978.

## Discographie

### Samson
- Telephone/Leavin' You, Lightning Records GIL 547, 1978
- Mr Rock and Roll/Drivin' Music, Lightning Records GIL 553, 1978

### Iron Maiden
- Iron Maiden - 1980
- Killers - 1981
- Maiden Japan - 1981
- The Number of the Beast - 1982

### Trust
- Trust IV (également nommé Idéal) et sa version anglaise nommée Man’s Trap - 1983

### Stratus
- Throwing Shapes - 1984

### Gogmagog
- I Will Be There (EP 3 titres) - 1985

### Elixir
- Lethal Potion (1990)
- Sovereign Remedy (version alternative de 'Lethal Potion') - 2004

### Desperado
- Bloodied But Unbowed - 1996

### Praying Mantis
- Captured Live in Tokyo City (album live) - 1996
- Demorabilia (compilation de démos) - 1999